# Marco Pérez Caicedo
Marcos Aurelio Pérez Caicedo (Daule, 14 juli 1967) is een Ecuadoraans geestelijke en een aartsbisschop van de Rooms-Katholieke Kerk.
Pérez Caicedo werd op 19 maart 1992 tot priester gewijd door aartsbisschop Juan Ignacio Larrea Holguín van Guayaquil. Op 10 juni 2006 werd hij benoemd tot hulpbisschop van Guayaquil. Hij werd tevens benoemd tot titulair bisschop van Maastricht. Zijn bisschopswijding ontving hij op 22 juli 2006 uit handen van aartsbisschop Antonio Arregui Yarzaop van Guayaquil.
Pérez Caicedo werd op 10 februari 2012 benoemd tot bisschop van Babahoyo. Op 20 juni 2016 volgde zijn benoeming tot aartsbisschop van Cuenca.
Pérez Caicedo is sinds 2014 vicevoorzitter van de bisschoppenconferentie van Ecuador. 